# 알래스카 페어뱅크스 대학교
알래스카 페어뱅크스 대학교(University of Alaska Fairbanks, UAF)는 미국 알래스카주 페어뱅크스의 변두리인 알래스카주 칼리지에 위치한 공립 랜드그랜트 연구형 대학이다. 알래스카 대학교 시스템의 대표 캠퍼스이다. UAF는 1917년에 설립되었으며 1922년에 강의를 시작했다. 최초 교명은 "Alaska Agricultural College and School of Mines"였으나 1935년에 알래스카 대학교(University of Alaska)로 변경되었다. 페어뱅크스 기반 프로그램들이 1975년에 알래스카 페어뱅크스 대학교로 되었다.